# Thasup
Thasup (* 17. März 2001 in Fiumicino, Rom, als Davide Mattei), bis 2022 bekannt als Tha Supreme, ist ein italienischer Rapper und Musikproduzent.

## Werdegang
Tha Supreme war schon sehr jung als Hip-Hop-Produzent tätig und steuerte etwa die Beats zu Songs von Dani Faiv sowie zum Nummer-eins-Hit Perdonami von Salmo (2017) bei. Ab 2017 begann er auch, eigene Tracks aufzunehmen, darunter 6itch, 5olo und Loooser in Zusammenarbeit mit Sick Luke. Sein Song scuol4 erlangte im Mai 2018 große Popularität im Internet und im November des Jahres folgte Oh 9od zusammen mit Nayt, das bis auf Platz zwölf der italienischen Singlecharts gelangte.
Im Jahr 2019 war Tha Supreme als Teil der Machete Crew am Machete Mixtape 4 beteiligt, das die Spitze der italienischen Albumcharts erreichte. Mit der Crew und dem Song Yoshi erreichte er außerdem die Spitze der Singlecharts, auch im Remix mit J Balvin. Noch im selben Jahr gelangen ihm zwei weitere Nummer-eins-Hits, zunächst zusammen mit Marracash und Sfera Ebbasta mit Supreme (L’ego), dann auch solistisch mit Blun7 a Swishland. Ende des Jahres erschien sein Debütalbum 23 6451, das ebenfalls ein Nummer-eins-Erfolg wurde. Zusammen mit Shiva erreichte er 2020 mit Calmo ein weiteres Mal die Chartspitze.
Ab 2019 produzierte Tha Supreme auch für seine Schwester, die unter dem Pseudonym Mara Sattei auftritt. Zusammen erreichten die beiden mit einem Remix des Liedes Dilemme von Lous and the Yakuza die Top drei der Charts.
2022 änderte er seinen Künstlernamen zu Thasup.

## Diskografie

### Alben
| Jahr            | Titel Musiklabel                     | Höchstplatzierung, Gesamtwochen, AuszeichnungChartplatzierungen (Jahr, Titel, Musiklabel, Platzierungen, Wochen, Auszeichnungen, Anmerkungen) | Höchstplatzierung, Gesamtwochen, AuszeichnungChartplatzierungen (Jahr, Titel, Musiklabel, Platzierungen, Wochen, Auszeichnungen, Anmerkungen) | Anmerkungen                                                                 |
| Jahr            | Titel Musiklabel                     | IT | CH | Anmerkungen                                                                 |
| --------------- | ------------------------------------ | --- | --- | --------------------------------------------------------------------------- |
| als Tha Supreme |                                      | | |                                                                             |
|                 |                                      | | |                                                                             |
| 2019            | 23 6451 Sony Music (Sony)            | IT1 ×6Sechsfachplatin · (221 Wo.)IT | CH32 (2 Wo.)CH | Erstveröffentlichung: 15. November 2019 Verkäufe: + 300.000                 |
| als Thasup      |                                      | | |                                                                             |
|                 |                                      | | |                                                                             |
| 2022            | C@ra++ere s?ec!@le Sony Music (Sony) | IT1 ×4Vierfachplatin · (… Wo.)IT | CH11 (5 Wo.)CH | Erstveröffentlichung: 30. September 2022 Verkäufe: + 200.000                |
| 2024            | Sfaciolate Mixtape Sony Music (Sony) | IT2 (… Wo.)IT | CH19 (1 Wo.)CH | Erstveröffentlichung: 26. Juli 2024 Mixtape, mit Yungest Moonstar           |
| 2024            | Casa Gospel Sony Music (Sony)        | IT2 Gold · (… Wo.)IT | CH85 (1 Wo.)CH | Erstveröffentlichung: 13. Dezember 2024 Verkäufe: + 25.000; mit Mara Sattei |

### Singles
| Jahr | Titel Album                                            | Höchstplatzierung, Gesamtwochen, AuszeichnungChartplatzierungen (Jahr, Titel, Album, Platzierungen, Wochen, Auszeichnungen, Anmerkungen) | Höchstplatzierung, Gesamtwochen, AuszeichnungChartplatzierungen (Jahr, Titel, Album, Platzierungen, Wochen, Auszeichnungen, Anmerkungen) | Anmerkungen |
| Jahr | Titel Album                                            | IT | CH | Anmerkungen |
| --- | ------------------------------------------------------ | --- | --- | --- |
| als Tha Supreme |                                                        | | | |
| |                                                        | | | |
| 2018 | 5olo 23 6451                                           | IT36 Gold · (2 Wo.)IT | — | Erstveröffentlichung: 9. Februar 2018 Verkäufe: + 35.000 |
| 2018 | Scuol4 23 6451                                         | IT60 Platin · (10 Wo.)IT | — | Erstveröffentlichung: 8. Juni 2018 Verkäufe: + 50.000 |
| 2018 | Oh 9od 23 6451                                         | IT12 Platin · (23 Wo.)IT | — | Erstveröffentlichung: 30. November 2018 Verkäufe: + 50.000; feat. Nayt |
| 2019 | M8nstar 23 6451                                        | IT18 Platin · (29 Wo.)IT | — | Erstveröffentlichung: 3. Mai 2019 Verkäufe: + 50.000 |
| 2019 | Yoshi Machete Mixtape 4                                | IT1 ×4Vierfachplatin · (49 Wo.)IT | — | Erstveröffentlichung: 13. September 2019 Verkäufe: + 280.000; Machete, Dani Faiv & Tha Supreme feat. Fabri Fibra Remix: Machete, Dani Faiv & J Balvin feat. Tha Supreme, Fabri Fibra & Capo Plaza |
| 2019 | Blun7 a Swishland 23 6451                              | IT1 ×4Vierfachplatin · (41 Wo.)IT | — | Erstveröffentlichung: 8. November 2019 Verkäufe: + 280.000 |
| 2020 | Calmo Routine                                          | IT1 Platin · (13 Wo.)IT | — | Erstveröffentlichung: 23. Januar 2020 Verkäufe: + 70.000; mit Shiva |
| 2020 | Nuova registrazione 527 –                              | IT59 (1 Wo.)IT | — | Erstveröffentlichung: 28. Februar 2020 mit Mara Sattei |
| 2020 | Spigoli Coraggio                                       | IT1 ×3Dreifachplatin · (38 Wo.)IT | — | Erstveröffentlichung: 12. Mai 2020 Verkäufe: + 210.000; mit Carl Brave & Mara Sattei |
| 2020 | 0ffline 23 6451                                        | IT11 Platin · (13 Wo.)IT | — | Erstveröffentlichung: 31. Juli 2020 Verkäufe: + 70.000; feat. Bbno$ |
| 2020 | Altalene BV3                                           | IT1 ×3Dreifachplatin · (34 Wo.)IT | — | Erstveröffentlichung: 2. Oktober 2020 Verkäufe: + 210.000; mit Bloody Vinyl & Slait feat. Mara Sattei & Coez                                                                                      |
| 2020 | Gua10 23 6451                                          | IT15 Gold · (4 Wo.)IT | — | Erstveröffentlichung: 4. Dezember 2020 Verkäufe: + 35.000; feat. Lazza |
| 2021 | Una direzione giusta –                                 | IT8 ×3Dreifachplatin · (31 Wo.)IT | — | Erstveröffentlichung: 30. Juli 2021 Verkäufe: + 300.000; mit Yungest Moonstar & Neffa |
| als Thasup |                                                        | | | |
| |                                                        | | | |
| 2021 | M%n C@ra++ere s?ec!@le                                 | IT2 Platin · (10 Wo.)IT | — | Erstveröffentlichung: 11. November 2021 Verkäufe: + 100.000 |
| 2022 | S!r! C@ra++ere s?ec!@le                                | IT1 ×5Fünffachplatin · (44 Wo.)IT | CH92 (1 Wo.)CH | Erstveröffentlichung: 15. Juli 2022 Verkäufe: + 500.000; feat. Lazza & Sfera Ebbasta |
| 2022 | Okk@pp@ C@ra++ere s?ec!@le                             | IT9 Gold · (5 Wo.)IT | — | Erstveröffentlichung: 23. September 2022 Verkäufe: + 50.000 |
| 2023 | Dimmi che c’è C@ra++ere s?ec!@le (Riedizione digitale) | IT7 ×2Doppelplatin · (18 Wo.)IT | — | Erstveröffentlichung: 17. März 2023 Verkäufe: + 200.000; feat. Tedua |
| 2023 | Uragano damn –                                         | IT64 (1 Wo.)IT | — | Erstveröffentlichung: 15. Dezember 2023 |
| Folgende Lieder erschienen nicht als Single, wurden aber durch das Album zum Download und Streaming bereitgestellt und konnten somit eine Platzierung erlangen: |                                                        | | | |
| |                                                        | | | |
| 2019 | No Way Machete Mixtape 4                               | IT10 Platin · (9 Wo.)IT | — | Verkäufe: + 50.000; Machete, Tedua & Tha Supreme feat. Nitro |
| 2019 | Doppiogang Machete Mixtape 4                           | IT17 Platin · (9 Wo.)IT | — | Verkäufe: + 100.000; Machete feat. Tha Supreme |
| 2019 | Supreme (L’Ego) Persona                                | IT1 ×3Dreifachplatin · (33 Wo.)IT | — | Verkäufe: + 210.000; mit Marracash & Sfera Ebbasta |
| 2019 | Fuck 3x 23 6451                                        | IT3 ×2Doppelplatin · (29 Wo.)IT | — | Verkäufe: + 140.000 |
| 2019 | Sw1n6o 23 6451                                         | IT4 Platin · (12 Wo.)IT | — | Verkäufe: + 70.000; feat. Salmo |
| 2019 | M12ano 23 6451                                         | IT6 Platin · (13 Wo.)IT | — | Verkäufe: + 70.000; feat. Mara Sattei |
| 2019 | Occh1 purpl3 23 6451                                   | IT8 Platin · (12 Wo.)IT | — | Verkäufe: + 70.000; feat. Marracash |
| 2019 | No14 23 6451                                           | IT9 Gold · (9 Wo.)IT | — | Verkäufe: + 35.000; feat. Dani Faiv |
| 2019 | Come fa1 23 6451                                       | IT10 Gold · (8 Wo.)IT | — | Verkäufe: + 35.000 |
| 2019 | Ch1 5ei te 23 6451                                     | IT11 Platin · (12 Wo.)IT | — | Verkäufe: + 70.000 |
| 2019 | 2ollipop 23 6451                                       | IT14 Gold · (5 Wo.)IT | — | Verkäufe: + 35.000 |
| 2019 | 6itch 23 6451                                          | IT16 Platin · (5 Wo.)IT | — | Verkäufe: + 100.000 |
| 2019 | Pers0na2 23 6451                                       | IT18 Gold · (5 Wo.)IT | — | Verkäufe: + 35.000; feat. Gemitaiz & Madman |
| 2019 | Parano1a K1d 23 6451                                   | IT19 (3 Wo.)IT | — | feat. Fabri Fibra |
| 2019 | 8rosk1 23 6451                                         | IT23 Gold · (3 Wo.)IT | — | Verkäufe: + 35.000; feat. Mahmood |
| 2019 | Bubb1e 9um 23 6451                                     | IT30 (3 Wo.)IT | — | |
| 2019 | 7rapper M1e 23 6451                                    | IT33 (2 Wo.)IT | — | |
| 2020 | X 1 Mex BV3                                            | IT4 Platin · (8 Wo.)IT | — | Verkäufe: + 70.000; mit Bloody Vinyl, Slait & Young Miles feat. Dani Faiv |
| 2020 | Telephone BV3                                          | IT8 Gold · (7 Wo.)IT | — | Verkäufe: + 35.000; mit Bloody Vinyl, Slait, Low Kidd & Young Miles feat. Capo Plaza & Sick Luke                                                                                                  |
| 2020 | Baby BV3                                               | IT14 Gold · (4 Wo.)IT | — | Verkäufe: + 35.000; mit Bloody Vinyl, Slait & Young Miles feat. Rosa Chemical |
| 2020 | Alaska BV3                                             | IT17 (3 Wo.)IT | — | mit Bloody Vinyl, Slait & Young Miles feat. Davido, Hell Raton & Shiva |
| 2020 | Greve BV3                                              | IT20 (3 Wo.)IT | — | mit Bloody Vinyl, Slait & Young Miles feat. Madman |
| 2020 | Bloody Bars - Drilluminazione BV3                      | IT40 Gold · (2 Wo.)IT | — | Verkäufe: + 50.000; mit Bloody Vinyl, Slait, Young Miles & Low Kidd feat. Charlie KDM, Hell Raton & Lazza                                                                                         |
| 2020 | SBSM BV3                                               | IT45 (2 Wo.)IT | — | mit Bloody Vinyl, Slait & Young Miles |
| 2022 | R()t()nda C@ra++ere s?ec!@le                           | IT4 Platin · (13 Wo.)IT | — | Verkäufe: + 100.000; feat. Tiziano Ferro |
| 2022 | !Ly C@ra++ere s?ec!@le                                 | IT5 ×2Doppelplatin · (… Wo.)IT | — | Verkäufe: + 200.000; feat. Coez |
| 2022 | C!ao C@ra++ere s?ec!@le                                | IT7 Platin · (9 Wo.)IT | — | Verkäufe: + 100.000; feat. Rondodasosa |
| 2022 | Ye@h C@ra++ere s?ec!@le                                | IT8 Gold · (4 Wo.)IT | — | Verkäufe: + 50.000; feat. Shiva |
| 2022 | Rock & rolla C@ra++ere s?ec!@le                        | IT9 Gold · (5 Wo.)IT | — | Verkäufe: + 50.000; feat. Rkomi |
| 2022 | L%p C@ra++ere s?ec!@le                                 | IT10 Gold · (4 Wo.)IT | — | Verkäufe: + 50.000; feat. Mara Sattei |
| 2022 | Mi @mi o é f@ke C@ra++ere s?ec!@le                     | IT11 Platin · (7 Wo.)IT | — | Verkäufe: + 100.000 |
| 2022 | Come t! vorre! C@ra++ere s?ec!@le                      | IT18 (3 Wo.)IT | — | |
| 2022 | Mar+e C@ra++ere s?ec!@le                               | IT19 (3 Wo.)IT | — | |
| 2022 | R!Va C@ra++ere s?ec!@le                                | IT20 Gold · (4 Wo.)IT | — | Verkäufe: + 50.000; feat. Pinguini Tattici Nucleari |
| 2022 | Sci@ll@ C@ra++ere s?ec!@le                             | IT22 (3 Wo.)IT | — | |
| 2022 | _bilico_ C@ra++ere s?ec!@le                            | IT23 (3 Wo.)IT | — | |
| 2022 | Cas!no nella m!a testa C@ra++ere s?ec!@le              | IT24 (3 Wo.)IT | — | |
| 2022 | Molecole (Interlude) C@ra++ere s?ec!@le                | IT26 Gold · (3 Wo.)IT | — | Verkäufe: + 50.000 |
| 2022 | W()ah C@ra++ere s?ec!@le                               | IT32 (2 Wo.)IT | — | |
| 2022 | B@by nel bed C@ra++ere s?ec!@le                        | IT44 (2 Wo.)IT | — | |
| 2022 | + bla se c'é bling C@ra++ere s?ec!@le                  | IT55 (1 Wo.)IT | — | |
| 2023 | Quello che eravamo prima Dentro                        | IT30 Gold · (5 Wo.)IT | — | Verkäufe: + 50.000; mit Gazzelle |
| 2024 | In una bubble Sfaciolate Mixtape                       | IT25 (4 Wo.)IT | — | mit Yungest Moonstar |
| 2024 | Grazie a dio Sfaciolate Mixtape                        | IT28 (4 Wo.)IT | — | mit Yungest Moonstar |
| 2024 | Se sippo la lean Sfaciolate Mixtape                    | IT40 (2 Wo.)IT | — | mit Yungest Moonstar |
| 2024 | Leantro Sfaciolate Mixtape                             | IT55 (1 Wo.)IT | — | mit Yungest Moonstar |
| 2024 | Kiss Sfaciolate Mixtape                                | IT60 (1 Wo.)IT | — | mit Yungest Moonstar |
| 2024 | Grizzly Sfaciolate Mixtape                             | IT61 (1 Wo.)IT | — | mit Yungest Moonstar |
| 2024 | Netflixxx Sfaciolate Mixtape                           | IT62 (1 Wo.)IT | — | mit Yungest Moonstar |
| 2024 | Squad Sfaciolate Mixtape                               | IT75 (1 Wo.)IT | — | mit Yungest Moonstar |
| 2024 | Xan Sfaciolate Mixtape                                 | IT91 (1 Wo.)IT | — | mit Yungest Moonstar |
| 2024 | Bla bla Sfaciolate Mixtape                             | IT96 (1 Wo.)IT | — | mit Yungest Moonstar |
| 2024 | Compresse Sfaciolate Mixtape                           | IT100 (1 Wo.)IT | — | mit Yungest Moonstar |
| 2024 | Posto mio Casa Gospel                                  | IT33 (8 Wo.)IT | — | mit Mara Sattei |
| 2024 | Egli è il re Casa Gospel                               | IT50 (1 Wo.)IT | — | mit Mara Sattei |
| 2024 | Bless su bless Casa Gospel                             | IT55 (1 Wo.)IT | — | mit Mara Sattei |
| 2024 | So che ci sei Casa Gospel                              | IT61 (1 Wo.)IT | — | mit Mara Sattei |
| 2024 | One King Casa Gospel                                   | IT64 (1 Wo.)IT | — | mit Mara Sattei |
| 2024 | Back to Back Casa Gospel                               | IT82 (1 Wo.)IT | — | mit Mara Sattei |
| 2024 | Come polvere Casa Gospel                               | IT90 (1 Wo.)IT | — | mit Mara Sattei |

### Gastbeiträge
| Jahr | Titel Album                  | Höchstplatzierung, Gesamtwochen, AuszeichnungChartsChartplatzierungen (Jahr, Titel, Album, Platzierungen, Wochen, Auszeichnungen, Anmerkungen) | Anmerkungen                                                                                            |
| Jahr | Titel Album                  | IT | Anmerkungen                                                                                            |
| --- | ---------------------------- | --- | --- |
| als Tha Supreme |                              | | |
| |                              | | |
| 2020 | Dilemme (Remix) –            | IT3 Platin · (14 Wo.)IT | Erstveröffentlichung: 2. April 2020 Verkäufe: + 70.000; Lous and the Yakuza, Tha Supreme & Mara Sattei |
| als Thasup |                              | | |
| |                              | | |
| 2022 | Solite pare X2               | IT1 ×2Doppelplatin · (24 Wo.)IT | Erstveröffentlichung: 7. Januar 2022 Verkäufe: + 200.000; Sick Luke feat. Tha Supreme & Sfera Ebbasta  |
| 2022 | NLFP Trauma                  | IT32 Gold · (3 Wo.)IT | Erstveröffentlichung: 12. Mai 2022 Verkäufe: + 50.000; Psicologi feat. Tha Supreme                     |
| 2022 | Bubble –                     | IT10 ×2Doppelplatin · (24 Wo.)IT | Erstveröffentlichung: 10. Juni 2022 Verkäufe: + 200.000; Takagi & Ketra feat. Thasup & Salmo           |
| 2023 | Obladi oblada –              | IT43 (3 Wo.)IT | Erstveröffentlichung: 15. Juni 2023 Charlie Charles feat. Ghali, Thasup & Fabri Fibra                  |
| 2024 | La notte –                   | IT95 (1 Wo.)IT | Erstveröffentlichung: 4. Januar 2024 Sally Cruz & Mike Defunto feat. Thasup                            |
| Folgende Lieder erschienen nicht als Single, wurden aber durch das Album zum Download und Streaming bereitgestellt und konnten somit eine Platzierung erlangen: |                              | | |
| |                              | | |
| 2019 | Fuori e dentro Scatola nera  | IT2 Platin · (12 Wo.)IT | Verkäufe: + 70.000; Gemitaiz & Madman feat. Tha Supreme                                                |
| 2020 | Rap Shit Garbage             | IT10 Gold · (4 Wo.)IT | Verkäufe: + 35.000; Nitro feat. Tha Supreme & Gemitaiz                                                 |
| 2020 | Con me Glitched Years        | IT66 (1 Wo.)IT | Young Miles feat. Tha Supreme                                                                          |
| 2020 | 2 tiri J                     | IT6 Platin · (9 Wo.)IT | Verkäufe: + 70.000; Lazza feat. Tha Supreme                                                            |
| 2020 | Marymango DNA                | IT6 Gold · (11 Wo.)IT | Verkäufe: + 35.000; Ghali feat. Tha Supreme                                                            |
| 2021 | Coltellata Ok                | IT4 Platin · (8 Wo.)IT | Verkäufe: + 70.000; Gazzelle feat. Tha Supreme                                                         |
| 2022 | Blessed Botox                | IT14 Gold · (4 Wo.)IT | Verkäufe: + 50.000; Night Skinny feat. Ariete, Drast, Madame & Thasup                                  |
| 2022 | Drillmoon Trenches Baby      | IT35 (2 Wo.)IT | Rondodasosa & NKO feat. Thasup                                                                         |
| 2023 | Upper 10                     | IT28 (2 Wo.)IT | Drillionaire feat. Thasup & Shiva                                                                      |
| 2023 | 3uphon X2VR                  | IT8 Platin · (9 Wo.)IT | Verkäufe: + 100.000; Sfera Ebbasta feat. Thasup & Tony Effe                                            |
| 2024 | Brutti pensieri Radio Sakura | IT93 (1 Wo.)IT | Rose Villain feat. Thasup                                                                              |
| 2024 | Bruce Wayne Lonewolf         | IT84 (1 Wo.)IT | Madman feat. Thasup                                                                                    |
| 2024 | ABC Vera Baddie              | IT12 Gold · (12 Wo.)IT | Verkäufe: + 50.000; Anna feat. Tony Boy & Thasup                                                       |
| 2025 | Tu ed io Uforia              | IT38 (1 Wo.)IT | Tony Boy feat. Thasup                                                                                  |
| 2025 | Server No Regular Music 2    | IT35 (1 Wo.)IT | Sadturs & Kiid feat. Thasup & Ghali                                                                    |

## Auszeichnungen für Musikverkäufe
Anmerkung: Auszeichnungen in Ländern aus den Charttabellen bzw. Chartboxen sind in ebendiesen zu finden.
| Land/RegionAuszeichnungen für Musikverkäufe (Land/Region, Auszeichnungen, Verkäufe, Quellen) | Gold       | Platin       | Verkäufe  | Quellen |
| -------------------------------------------------------------------------------------------- | ---------- | ------------ | --------- | ------- |
| Italien (FIMI)                                                                               | 23× Gold23 | 67× Platin67 | 6.060.000 | fimi.it |
| Insgesamt                                                                                    | 23× Gold23 | 67× Platin67 |           |         |

## Belege
1. ↑  Francesca Redazione: Chi è tha Supreme? Vero nome, età, biografia e discografia. In: Team World. 24. Juni 2020, abgerufen am 24. Februar 2022 (italienisch).
2. ↑  Mauro Abbate: Perché tha Supreme è diventato thasup? In: notiziemusica.it. 28. September 2022, abgerufen am 28. September 2023 (italienisch).
3. 1 2 3  Chartquellen: IT CH CH2

| Personendaten    | Personendaten                              |
| ---------------- | ------------------------------------------ |
| NAME             | Thasup                                     |
| ALTERNATIVNAMEN  | Mattei, Davide (Geburtsname); Supreme, Tha |
| KURZBESCHREIBUNG | italienischer Rapper und Musikproduzent    |
| GEBURTSDATUM     | 17. März 2001                              |
| GEBURTSORT       | Fiumicino, Rom                             |